# قناة فلسطين الفضائية
قناة فلسطين الفضائية أو تلفزيون فلسطين هي قناة تلفزيونية فضائية رسمية فلسطينية، وهي جزء من هيئة الإذاعة والتلفزيون الفلسطينية التابعة لمنظمة التحرير الفلسطينية. أنشئت في العام 1994، ويرافق تلفزيون فلسطين محطة إذاعية هي صوت فلسطين التي أطلقت عام 1995.تبث قناة فلسطين الفضائية على التلفزيون الأرضي المحلي في الأراضي التابعة للسلطة الوطنية الفلسطينية، حيث يوجد حوالي 11 برجاً لتقوية الموجة الأرضية في المدن الفلسطينية.
بدأ البث التلفزيوني للقناة في عام 1999 من قطاع غزة في فلسطين من قبل السلطة الوطنية الفلسطينية بموجب إتفاقية أوسلو عام 1994.

## معلومات الاستقبال
قناة فلسطين الفضائية تبث إلى جميع أنحاء العالم عبر قمري النايلسات والعربسات والأقمار الخمسة التالية:

### أوروبا
هوت بيرد 4
- التردد: 12.654 MHz
- الموقع المداري: 13° شرقا
- الاستقطاب: أفقي
- معدل الترميز : 27.5 MSymb
- الترميز (إف إي سي): 3/4

### آسيا
آسياسات 3S
- التردد: 3.880 MHz
- الموقع المداري: 105.5° شرقا
- الاستقطاب: أفقي
- معدل الترميز : 27.5 MSymb
- الترميز(إف إي سي): 3/4

### أمريكا الجنوبية
هيسباسات 1C
- التردد: 12.132 MHz
- الموقع المداري: 30° شرقا
- الاستقطاب: أفقي
- معدل الترميز : 27.5 MSymb
- الترميز(إف إي سي): 3/4

### أمريكا الشمالية
غالاكسي 19
- التردد: 11.898 MHz
- الموقع المداري: 97° غربا
- الاستقطاب: عمودي
- معدل الترميز : 22.0 MSymb
- الترميز(إف إي سي): 3/4

### أفريقيا
إن إس إس-7
- التردد: 4.171 GHz
- الموقع المداري: 333° شرقا
- الاستقطاب: RHCP
- معدل الترميز : 27.5 MSymb
- الترميز(إف إي سي): 7/8

نايل سات
- التردد: 12466 ghz
- الموقع المداري 7 غربا

الاستقطاب: Vertical
معدل الترميز: 27500
وكذلك تبث قناة فلسطين الفضائية على التلفزيون الأرضي المحلي في الأراضي التابعة للسلطة الوطنية الفلسطينية، حيث يوجد حوالي 11 برج لتقوية الموجة الأرضية في المدن الفلسطينية.

## وصلات خارجية
- الموقع الرسمي
- هيئة الإذاعة والتلفزيون الفلسطينية
- البث المباشر للقناة